# Juzefs Petkēvičs
Juzefs Petkēvičs est un joueur d'échecs soviétique puis letton né le 19 décembre 1940 à Riga (république socialiste soviétique de Lettonie, URSS) et mort le 1er mai 2024 dans la même ville. Double champion de Lettonie (en 1974 et 1985), il remporte le championnat du monde d'échecs senior en 2002.

## Biographie

### Carrière
Juzefs Petkēvičs a commencé à jouer aux échecs tardivement[Interprétation personnelle ?], à dix-sept ans. Il remporta :
- le championnat de Riga en 1966 ;
- le tournoi de Pärnu en 1967 (ex æquo avec Gourguenidzé et Abulaid),
- la mémorial Raud à Viljandi en 1971[2] ;
- le championnat des républiques baltes disputé à Vilnius en 1971[3]
- le championnat de Lettonie en 1974 (ex æquo avec Vladimir Kirpitchnikov)[4] et en 1985 (ex æquo avec Alvis Vītoliņš)[5]. Il avait fini premier ex æquo avec Anatolijs Šmits en 1969 mais avait perdu un match de départage disputé en 1970[6].
- le tournoi de Łódź en 1979[7].

Juzefs Petkēvičs obtint le titre de maître international en 1980.
Dans la seconde moitié des années 1980, avec la Perestroïka, il s'est installé en Pologne à Varsovie, participant au championnat de Pologne des clubs d'échecs avec le KKS Polonia Warszawa.
De 1994 à 1998, il représenta la Lettonie lors de trois olympiades, marquant 11,5 points en 18 parties.
En octobre-novembre 2002, il remporta le championnat du monde d'échecs senior disputé à Naumburg an der Saale en Allemagne. C'était sa deuxième participation à la compétition.